# Gallsworthyryggen
Der Gallsworthyryggen (norwegisch) ist ein kleiner Berg im ostantarktischen Coatsland. Er ragt im Pioneers Escarpment im äußersten Osten der Shackleton Range auf.
Wissenschaftler des Norwegischen Polarinstituts benannten ihn 1990 nach John M. Gallsworthy (* 1940) vom British Antarctic Survey, der von 1967 bis 1968 auf der Halley-Station sowie 1970 auf Südgeorgien als Zimmerer tätig war.